# Szelídgesztenye

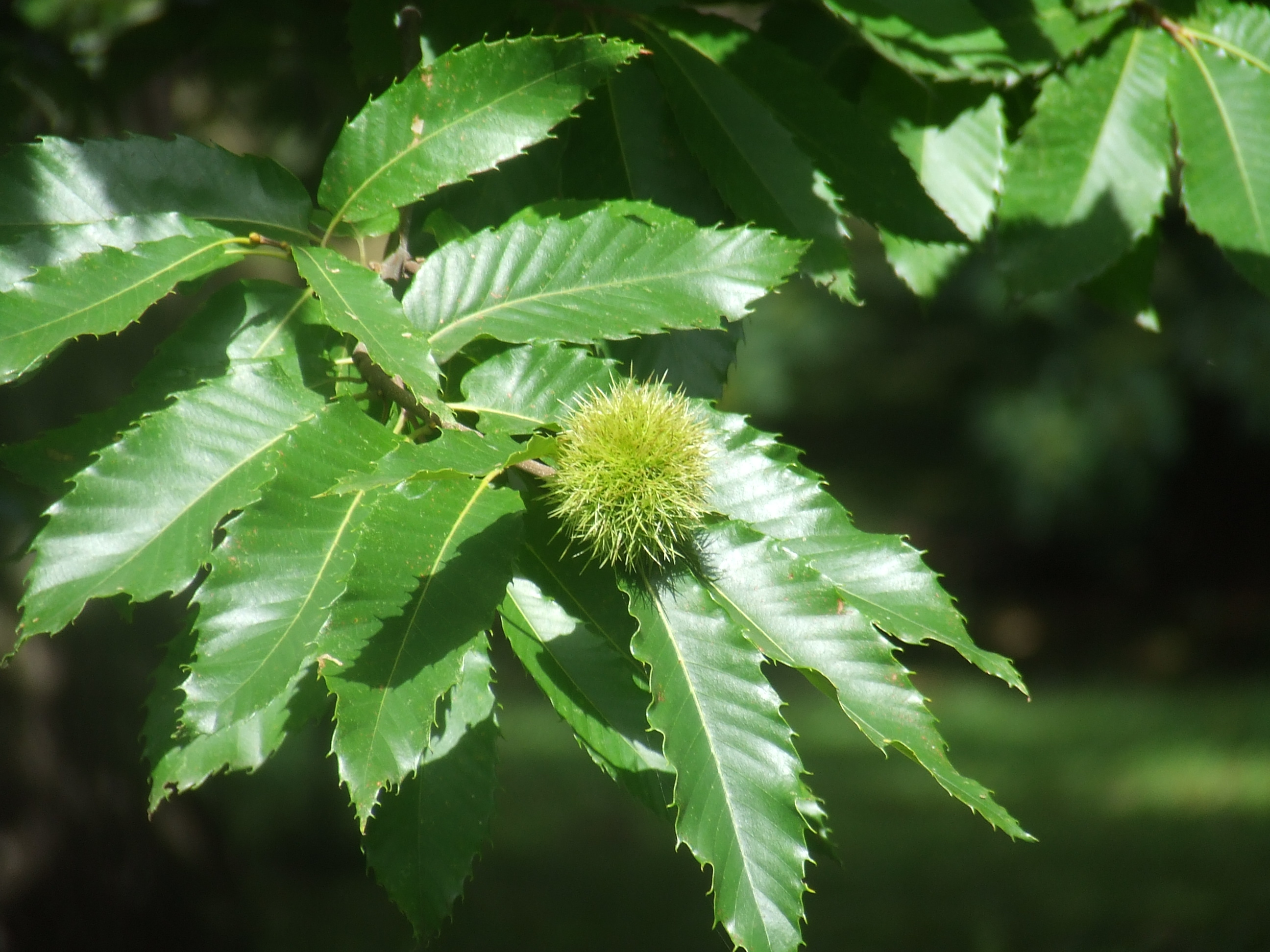
Szelídgesztenyefa termése

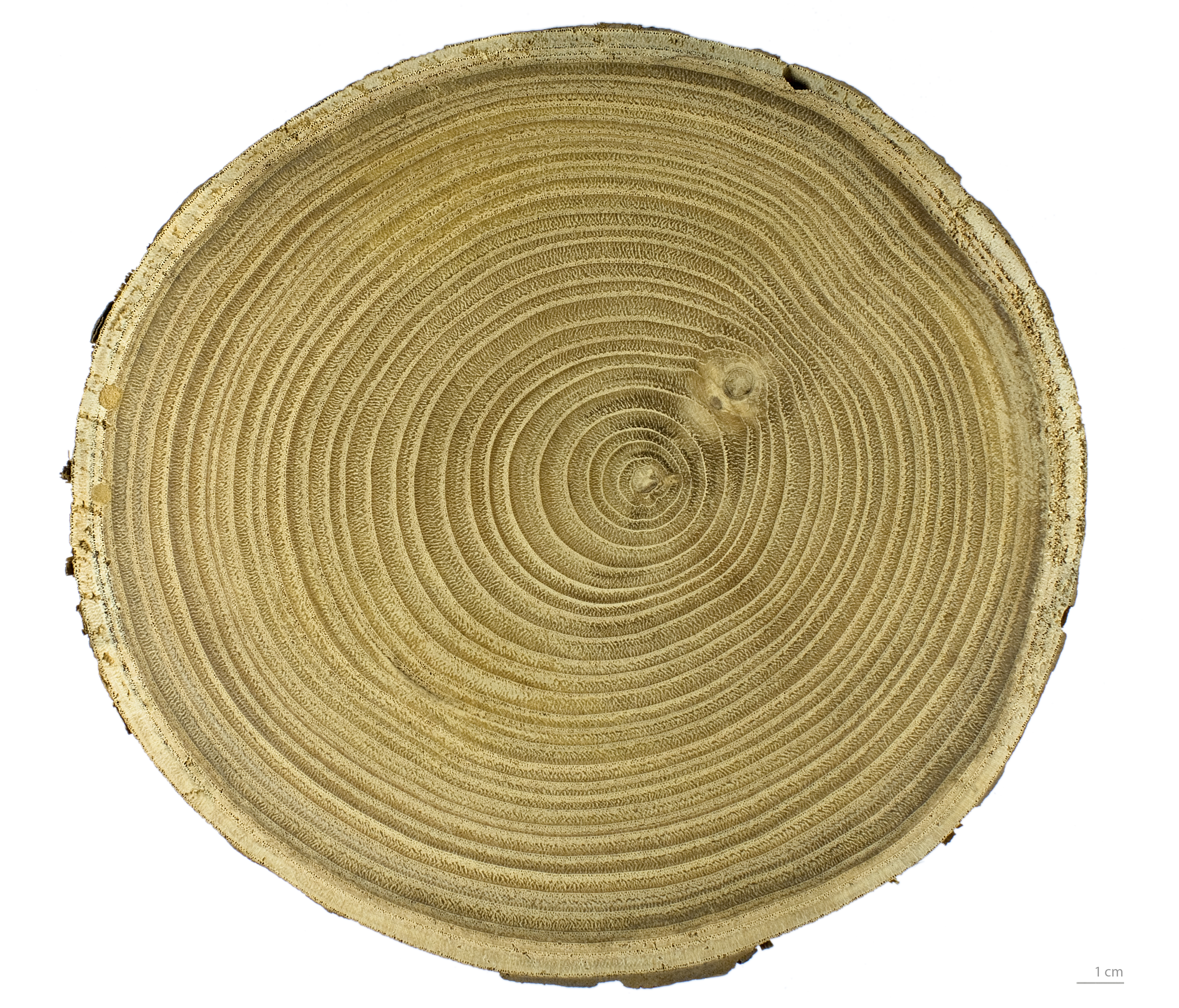
Castanea sativa fatörzs metszete

A szelídgesztenye vagy szelídgesztenyefa (Castanea sativa) a bükkfafélék családjába tartozó, gyors növekedésű fafaj. Hívják még édes gesztenyének, európai vagy jóféle gesztenyének is, de a termőhelyein egyszerűen gesztenyefa a neve.
2007-ben az év fájává választották.

## Származása, élőhelye
Délkelet-Európa hegyvidékeinek párás völgyeiből származik, és már a történelmi időkben terjedt el szerte a kontinensen. Ehető terméséért a rómaiak sokfelé telepítették. Fontos táplálékuk volt; a magjából lisztet őröltek. Valószínű, hogy a Brit-szigetekre és a Kárpát-medencébe is ők telepítették be – ekképpen valószínűleg római ültetvények maradványai a Börzsöny déli lejtőin (így a Nagymaros feletti hegyoldalakon) és a Naszály alján zöldellő szelídgesztenye-ligetek. A termesztésből sokfelé kivadult.
Jelentősebb szelídgesztenyések (leginkább fenyővel együtt) Magyarországon az Alpokalján vannak. A gesztenye fajták jól reprezentálják a főbb hazai termesztőtájakat, az itt megnevezett Alpokalja vidékét, melyet egy Kőszegszerdahelyi fajta képvisel, a Dél-Dunántúlt, melyet az Iharosberényi fajták képviselnek és végül Észak-Magyarország, melyet a Nagymarosi fajták reprezentálnak. Továbbá:
- a Soproni-hegységben a 19. század végén, Muck Endre kezdeményezésére telepítették;
- a Kőszegi-hegységben őshonos, de domináns fajjá az erdőgazdálkodás tette.

Hazánkban ez idáig tudatos keresztezési munka gesztenyében nem volt, jelenleg sem folyik. Külföldön, így Franciaországban, Olaszországban, Romániában, USA-ban, Japánban végeznek keresztezéseket. Ezek elsősorban fajtakeresztezések, melynek célja rezisztens fajták előállítása.

## Megjelenése, felépítése
Nagy termetű fa, akár 30 m magasra is megnő. Kérge csavarodó kéregkötegektől bordás. Rügyei zömökek, kerekdedek.
Fényes, bőrszerű, keskeny, 10–20 cm hosszú, váltakozó állású, hosszúkás lándzsa alakú levelei szúrósan fogazottak, mindkét oldalon 4–7 éles foggal. A fogak hosszúak, hegyesek, közöttük a bemetszések lekerekítettek. Gyakran karéjos is. A levél csúcsa keskeny, hegye rövid. A levélnyél hossza 2–5 cm. A levél színe sötétzöld; fiatalon szőrös, később kopasz. Fonákuk fiatalon nemezesen szőrös, a sűrű szőrzet miatt színe a szürkétől a fakózöldön át a fehéresig változhat. Egy-egy levélen 15–20 pár oldalér nő. A levél válla ritkábban szív-, többnyire széles ék alakú vagy lekerekített.
A szelídgesztenye egyivarú, egylaki növény, a hím és nővirágok egy fán belül, de külön-külön alakulnak ki.
Hímnős barkavirágzata felálló, látványos. Csúcsán a virágzat nagy részét adó sárga porzók nyílnak, alapjuknál pedig a zöld termős virágok, gyakran a porzóknál később. A megporzás után a termős virágok gömbbé növekednek; egy-egy ilyen gömbben két-három termés nő. Fényes, barna makktermése a gesztenye. Ennek kupacsa zöld, sűrűn tövises, szúrós.
Virágpora kis méretű, legnagyobb átmérője 10–12 µm. Trikolporát, hosszú hasítékokkal és kis pórusokkal. Az exine barázdált, puha. Pollene kevéssé allergén.

## Életmódja
A meszes talajt rosszul tűri. Melegkedvelő: a téli fagyokat elviseli ugyan, de termése a Kárpátoktól északra csak kivételesen jó években érik be. Június-júliusban virágzik. Virágait részben a szél porozza be, részben a rovarok. Az érett gesztenyék októberben hullanak a földre a felpattanó kupacslevelek közül.

## Szaporítása
Októberben szedett magvait érés után, ősszel vetik a szabadba. Tavaszi vetéshez legjobb a tölgymakkhoz hasonlóan a talaj felszínén alom alatt vagy veremben tárolni.
Nevelése a csemeteiskolában gyakran két évig tart, mert ilyenkorra lesz csak olyan erős, hogy oltványiskolába telepíthető a csemetéje. Párás klímában, közömbös kémhatású talajon eredményes a nevelése.
Ivartalanul, közönséges bujtással, ősszel a szabadban ritkán szaporítják. Ha sarjat nevel valamely termőfa, ősszel arról is szaporítható.
Fajtái télen házban olthatók , angol nyelves párosítással, a tőalak cserépben begyökeresedett magoncaira vagy kézbenoltással szabadgyökerű alanyra. A kézbenoltás a dióhoz hasonlóan plusz meleget igényel, amit ún. kalluszosító helységekben kap meg.  Átoltása tavasszal, rügypattanás után eredményes, héj alá-oltással, chip-szemzéssel vagy angol nyelves párosítással.
A gesztenye, ugyanúgy mint a dió és más gyümölcsnemek, nem tartja meg magról fajtatulajdonságát, mégis nagyobbára magról nevelik, pedig szabadföldi oltása, szemzése hazánkban nem ütközik nehézségekbe.
Valószínűleg azért van ez, mert kevés gesztenyetermesztésre alkalmas területünk van, és éppen azon a környéken nem alakultak faiskolák.
Alanyként saját magcsemetéjét, a Castanea sativa-t használják.
A megfelelően tárolt gesztenye is kb. fél év alatt elveszti csírázóképességét, ezért csírázási százaléka alacsony. Magcsemetéje lassan fejlődik, szemzésre kétéves csemete felel meg.
Nyugat-Európában a tintafoltbetegség pusztítása miatt, mely a gyökéren keresztül is fertőz, ellenálló gyökérzetű japán gesztenyére (Castanea crenata) szemzik a fajtákat.
A termőfák aljának felásása és a káliműtrágyázás előnyös. A káliumszulfát a kissé meszes talajokon fokozza a fák fagyállóságát, és csökkenti a levelek sárgulását és savanyítja a talajt.
Metszeni csak a korona kialakításához szokták, az elöregedett fákat a törzsnek föld felett történő levágásával ifjítják. A gesztenye férgesedése ellen a megrágott gyümölcs gyakori összeszedésével védekeznek.

## Felhasználása

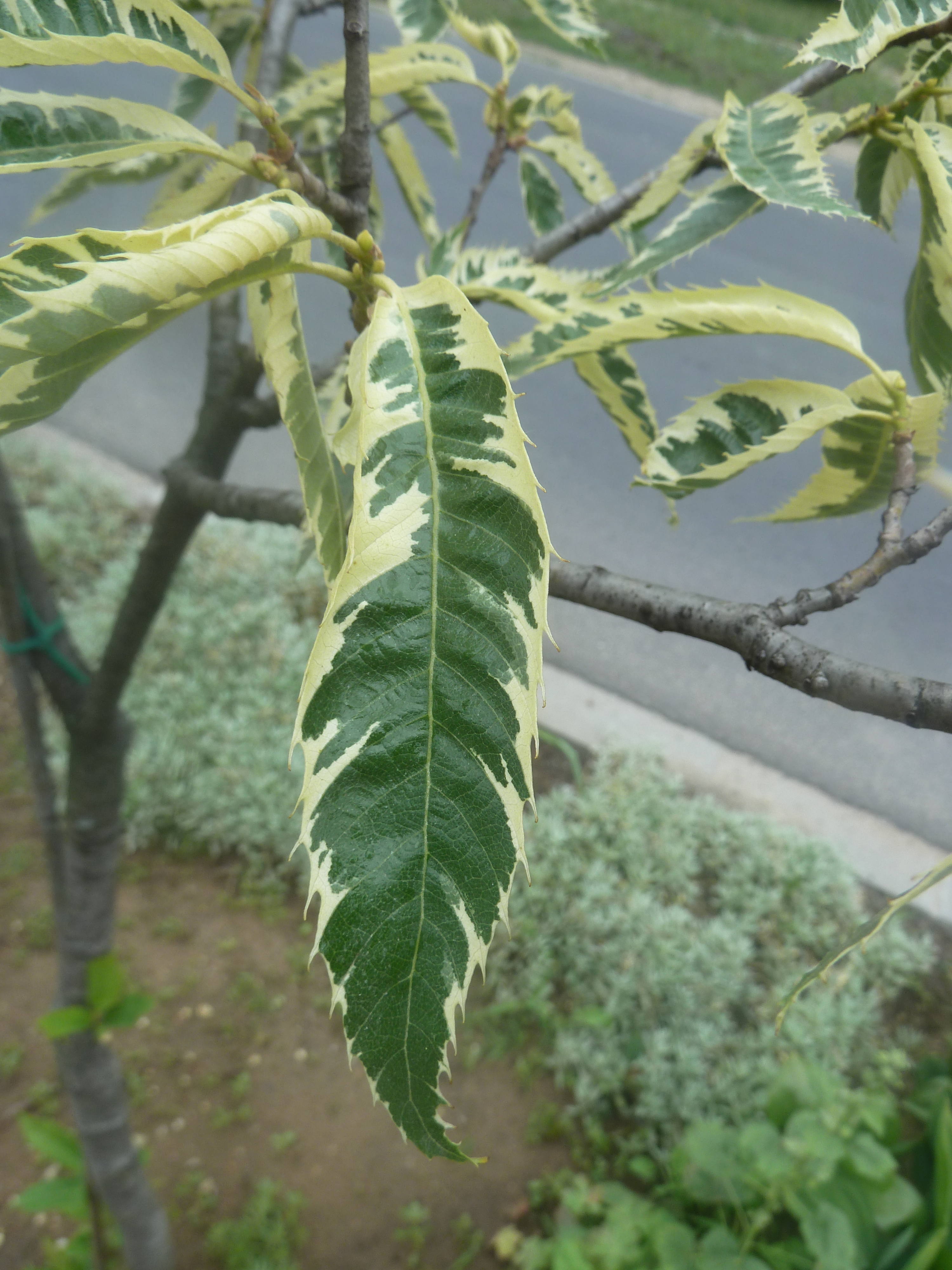
Az Aureomarginata (sárgaszélű) levélváltozat

Virágai jó mézelők, a gesztenyeméz különlegességnek számít.
Termése, a gesztenye nagyon sokféleképpen használható:
- a maghéját bevágva pirítják nyílt tűzön,
- héjától megtisztítva kandírozzák,
- főzés után meghámozva készítenek belőle pürét, amivel süteményeket, mártásokat ízesítenek vagy tejszínhabbal tálalják.

A szárított magokat porrá őrölve tárolják.
Sűrű, szabályos koronája miatt díszfának is ültetik.
Sokoldalúan felhasználható a faanyaga. Igen tartós, rugalmas, közepesen kemény, dekoratív, könnyen hasad, jól fényezhető, korhadásnak ellenáll. A déli országokban kedvelt bútorfa, főként jó hajlíthatósága, rugalmassága miatt.
Olyan helyeken, ahol a tél enyhe, parkokba is előszeretettel ültetik.
A magot kivéve, a növény többi része emberi fogyasztásra, gyógyításra alkalmatlan.

## Gesztenyeünnep

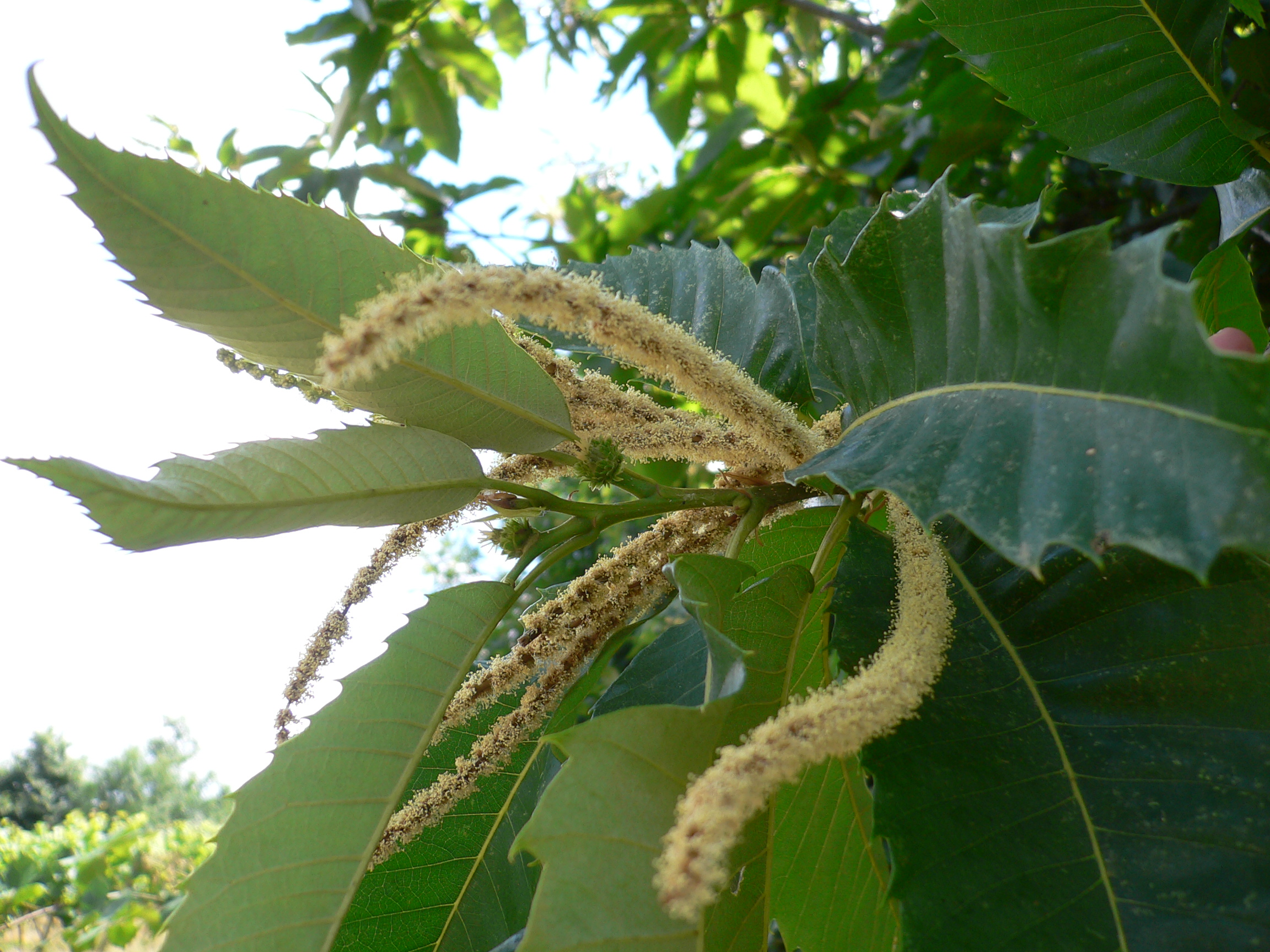
A szelídgesztenye virága …
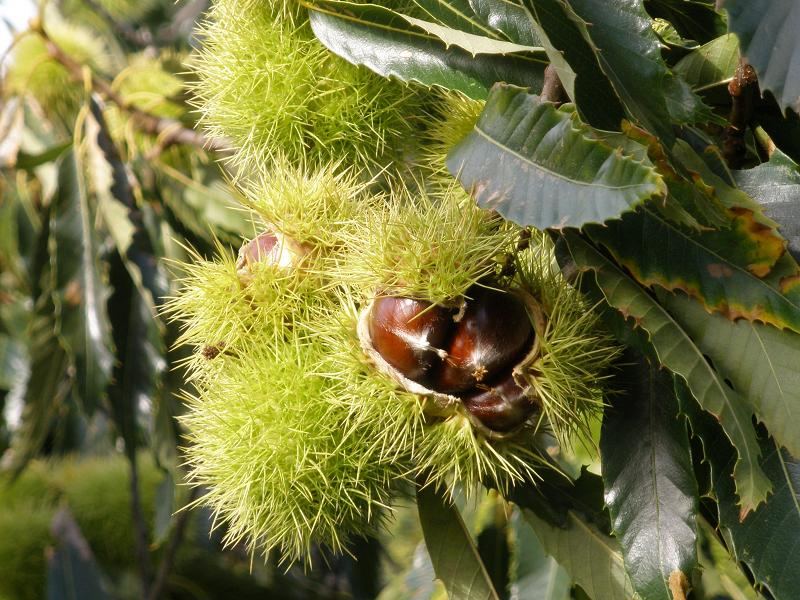
… és termése
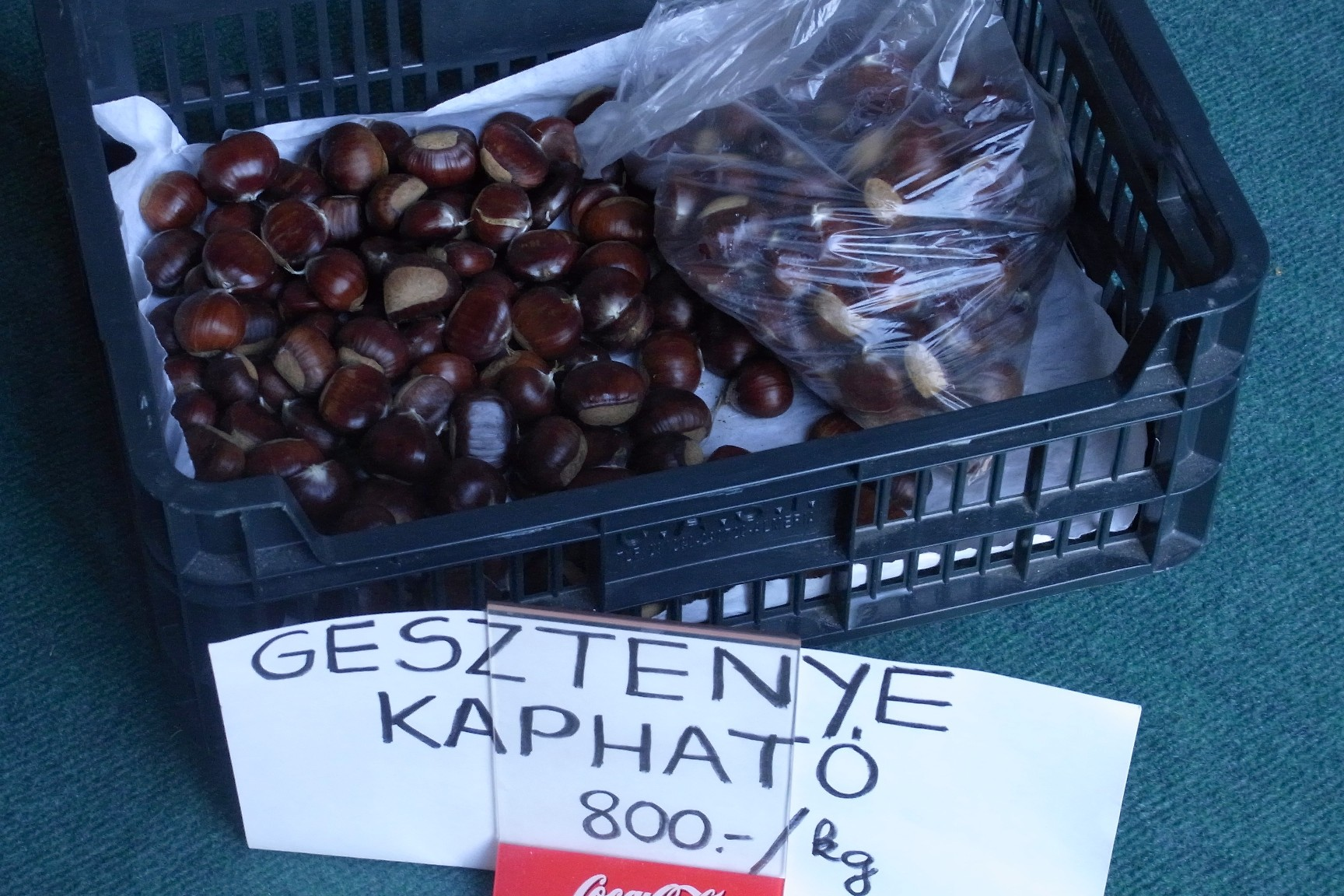
… kapható

A jó gesztenyetermő vidékeken ősszel gyakran gesztenyeünnepet tartanak a termés betakarítása után:
- Magyarországon híres az októberben tartott Cáki gesztenyeünnep;
- Madeira szigetén október/november fordulóján, Curral das Freiras faluban tartanak turistacsalogató gesztenyeünnepet.
- Erdély legjelentősebb gesztenyeünnepe a nagybányai.

## Kapcsolódó szócikk
- Nagybányai szelídgesztenye-rezervátum
- Vadgesztenye